# Old School Love
«Old School Love» (с англ. — «Старая школьная любовь») — песня американского хип-хоп исполнителя Лупе Фиаско. Она была выпущена 14 октября 2013 года в рамках продвижения его пятого студийного альбома Tetsuo & Youth. Британский певец Эд Ширан записал вокал для рефрена песни. Песня достигла 93-го места в американском чарте Billboard Hot 100 и 18-го места в Official New Zealand Music Chart.

## Создание
В феврале 2013 года британский певец и автор песен Эд Ширан заявил, что работает в студии с Лупе Фиаско. 9 октября 2013 года Фиаско объявил, что первым синглом с его пятого студийного альбома Tetsuo & Youth будет песня с участием Эда Ширана под названием «Old School Love». Наряду с выпуском обложки сингла, он сообщил, что он будет выпущен в iTunes 14 октября 2013 года.

## Критика
Крис Пейн из Billboard высоко оценил кроссоверную привлекательность песни. Джон Сакамото из газеты «Торонто Стар» сказал: Привязанность песни к хип-хопу старой школы означает, что эта плавная, лишенная трения баллада — 4 1/2 минуты чистой ностальгии.

## Видеоклип
Клип на песню был снят режиссёрами Куди и Чике совместно с Эдом Шираном в Нью-Йорке. Куди и Чике закончили видео в родном городе Лупе Фиаско Чикаго. Премьера состоялась 9 декабря 2013 года на MTV.

## Чарты
| Чарт(2013-14)                         | Высшая позиция |
| ------------------------------------- | -------------- |
| Австралия (ARIA)                      | 23             |
| Канада (Billboard Canadian Hot 100)   | 100            |
| Новая Зеландия (Recorded Music NZ)    | 17             |
| США (Billboard Hot 100)               | 93             |
| США (Billboard Pop Airplay)           | 34             |
| США (Billboard Hot R&B/Hip-Hop Songs) | 28             |
| США (Billboard Rhythmic)              | 7              |

| Чарт (2014)             | Позиция |
| ----------------------- | ------- |
| US Rhythmic (Billboard) | 45      |